# علي النشمي
علي النشمي باحث ومؤرخ وموسوعي عراقي.

## ترجمته
علي نشمي حميدي عباس المالكي، من مواليد مدينة بغداد عام 1956م، حاصل على شهادة دكتوراه في التاريخ الحديث، وتخصصه الدقيق: تاريخ أوربا الحديث، باحث، ومؤرخ، ويجيد اللغة العربية والإنكليزية، وأستاذ مادة التاريخ الأوربي في الجامعة المستنصرية في بغداد.

## من أعماله
1-	تأليف وطبع أكثر من 150 كتابا منهجيا وعلميا وثقافيا في التاريخ والثقافة والفكر والدين والعلوم.
2-	نشر أكثر من 50 بحثا علميا في المجلات العلمية الرصينة.
3-	نشر أكثر من خمسة آلاف مقالة وعمود صحفي يومي في الصحف البغدادية والعربية. والعالمية
4-	اصدر أول صحيفة ديمقراطية بعد سقوط النظام في 20/ 4/ 2003 بعنوان فجر بغداد.
5-	اصدر أول مجلة أطفال عالمية في حزيران 2003 بعنوان فتى بغداد.
النشاط الثقافي	
1-	تقديم أكثر من مئة برنامج تلفزيوني في الثقافة والتاريخ والتراث والعلوم في المحطات التلفزيونية العراقية والعربية والعالمية.
2-	تقديم أكثر من خمسة آلاف ساعة تلفزيونية بمواضيع مختلفة في المحطات العراقية والعربية والعالمية.
3-	أجري معه أكثر من ثلاثة آلاف لقاء تلفزيوني كخبير في الشؤون الثقافية والتاريخية والعلمية في المحطات العراقية كافة والعربية كافة والأمريكية.
4-	المحلل السياسي الأول للقنوات الناطقة باللغة الإنكليزية منها N.B.C / C.B.S الأمريكيتان، وبريس الإيرانية، وديوتشافلا الألمانية وسكاي نيوز الإنكليزية.
5-	محلل سياسي في اغلب الفضائيات العراقية والعربية الناطقة باللغة الإنكليزية.
6-	تقديم خمسة آلاف ساعة إذاعية في الثقافة والتاريخ للإذاعات العراقية.

## مشاركاته العلمية
1-	مشاركة في مؤتمر الطف/ الجامعة المستنصرية/ كلية الآداب للأعوام 2010/ 2011.
2-	ندوة الزلازل والبراكين كلية العلوم/ جامعة بغداد 2010.
3-	مؤتمر جزر البحر المتوسط/ تونس جامعة صفاقس عام 2000.
4-	ندوة الوركاء العلمية/ الوركاء 1995.
5-	ندوة ثورة العشرين العلمية/ الديوانية 1996.
6-	فعاليات الثقافة العربية الشعبية/ بيروت 2010.

## من كتبه
- صحابيات الرسول
- في حوار الحضارات
- سلسلة عظمة الله
- المخفي في التاريخ الأوربي
- الإمام علي وأسرار النفس البشرية
- الصحابة كما افهمهم (10 كتب)
- شذرات من مهد الحضارات.
- الرسول والمرأة والأسرة والجنس.
- موسوعة التاريخ ما قبل القرن العشرين.
- موسوعة تاريخ القرن العشرين (يوم بيوم) 12 مجلد في 72 جزء.
- المشرق في تاريخ العراق القديم (سلسلة كتب)
- الأحلام في القرآن والتاريخ والتراث والعلم.
- مجموعة قصصية بعنوان (الزلمة).
- ساطع الحصري ماله وما عليه في العراق.		•	العرب ومؤتمر الصلح في باريس 1919.[1]
- العرب قبل وأثناء الحرب العالمية الأولى.
- العراقيين وآثارهم بين الحربين.
- التعليم في عشرينات القرن العشرين.
- المدرسة المستنصرية أول جامعة في التاريخ.
- الصحافة الإيطالية واحتلال ليبيا 1911.
- التوازن الدولي من ويست فاليا إلى فرساي.
- حقوق الإنسان في الحضارات القديمة.
- حقوق الإنسان في الإسلام.
- سلسلة عصر النهضة.
- كيف تكونت أميركا.
- الإصلاح الديني في أوروبا.
- لجنة كينك كراين.
- كردستان العراق من الداخل المعارضة والسلطة.
- إسبانيا كما عرفتها من الداخل.
- تقييمه العلمي لكتاب جغرافية الباز الاشهب - للمؤرخ جمال الدين فالح الكيلاني.[6]

## من محاضراته
1-	محاضرات في جامعة غرناطة/ إسبانيا 2012.
2-	محاضرات في جامعة ليون/ فرنسا 1996.
3-	محاضرات في الفاتيكان/ روما 2012.
4-	محاضرات في المركز الاجتماعي المسيحي/ ريوديجانيرو/ البرازيل 2012.
5-	محاضرات في المركز الثقافي/ كوبنهاكن/ الدانمارك/ 2013- 2014.
6-	محاضرات في المركز الغري الثقافي في مالمو/ السويد/ 2013- 2014.
7-	محاضرات في الجامعة الاميريكية الثقافية في بيروت/ 2011- 2012.

## وصلات خارجية
- لقاء مع علي النشمي - علي الكعبي - الصوت الآخر 2011.07.16
- مع علي النشمي : الموسوعي العراق - قناة الحرية 2012.
- حوار مع علي النشمي - د.جمال الدين فالح الكيلاني - الصوت الآخر 2011.07.16
- مؤرخ في الميزان :علي النشمي - د.جمال الدين فالح الكيلاني - الصوت الآخر 2014.07.16